# Boriya
Boriya – gaun wikas samiti we wschodniej części Nepalu w strefie Sagarmatha w dystrykcie Saptari. Według nepalskiego spisu powszechnego z 2001 roku liczył on 815 gospodarstw domowych i 4471 mieszkańców (2165 kobiet i 2306 mężczyzn).